# Mamadou Sakho
Mamadou Sakho (født 13. februar 1990 i Paris, Frankrig) er en fransk fodboldspiller af senegalesisk oprindelse, der spiller som forsvarsspiller hos Premier League-klubben Crystal Palace.

## Doping
Efter en svær start på hans tid i Liverpool, spillede Sakho sig op i slutningen af sæson 15/16, hvor han leverede en række toppræstationer. Den 23. april 2016 blev det offentliggjort at Mamadou Sakho er blevet testet positivt for doping. Den positive test skulle angiveligt skyldes at franskmanden havde taget et fedtforbrændende stof.
Mamadou Sakho fik en 30-dages karantæne af UEFA, hvilket blandt andet betød at han ikke kunne spille Europa-League finalen mod Sevilla som Liverpool tabte 1-3. Senere er det kommet frem at det var Mamadou Sakho selv der bad om at blive suspenderet for at beskytte Liverpool.
UEFA valgte ikke at forlænge Mamadou Sakhos karantæne, da Liverpools advokater havde fremlagt beviser for at det fedtforbrændende stof Mamadou Sakho havde indtaget ikke var på listen over forbudte stoffer.

## Landshold
Mamadou Sakho har spillet 28 kampe for det franske landshold, som han debuterede for i 2010. Han repræsenterede sit land ved VM 2014 i Brasilien.
Frankrigs landstræner Didier Deschamps besluttede ikke at udtage Mamadou Sakho til EM i 2016, da han vurderede at han ikke var i kampform på grund af den dopingkarantæne han fik i slutningen af april.

## Titler
Coupe de La Ligue
- 2008 med Paris Saint-Germain

Ligue 1
- 2012-13 med Paris Saint-Germain